# Municipio de Richview
El municipio de Richview (en inglés: Richview Township) es un municipio ubicado en el condado de Washington en el estado estadounidense de Illinois. En el año 2010 tenía una población de 343 habitantes y una densidad poblacional de 11,04 personas por km².

## Geografía
El municipio de Richview se encuentra ubicado en las coordenadas 38°22′18″N 89°11′59″O / 38.37167, -89.19972. Según la Oficina del Censo de los Estados Unidos, el municipio tiene una superficie total de 31.06 km², de la cual 31 km² corresponden a tierra firme y (0,17 %) 0,05 km² es agua.

## Demografía
Según el censo de 2010, había 343 personas residiendo en el municipio de Richview. La densidad de población era de 11,04 hab./km². De los 343 habitantes, el municipio de Richview estaba compuesto por el 97,38 % blancos, el 2,04 % eran afroamericanos, el 0,29 % eran amerindios, el 0,29 % eran asiáticos. Del total de la población el 0 % eran hispanos o latinos de cualquier raza.